# Ludgate Circus
Der Ludgate Circus ist eine Kreuzung in der westlichen City of London,  wo Farringdon Street und New Bridge Street (zusammen bilden sie mit der A road 201 Teile des innerstädtischen Rings) die Fleet Street und Ludgate Hill kreuzen. Der Platz hat eine Fläche von ca. 1450 m². 
Historisch bildet die Kreuzung die Hauptverbindung zwischen der City of London und der City of Westminster und befindet sich oberhalb des unterirdisch geführten River Fleet. Der kreisrunde Platz, der immer als Verkehrsdurchgangsfläche, aber trotz seiner runden Form nie als Kreisverkehr diente, wurde zwischen 1864 und 1875 erbaut. Hierfür wurde Granit aus den Felsen von Dartmoor in Devon verbaut („Haytor“).
In Charles Dickens’ Dictionary of London von 1879 wurde der Ort als „Farringdon-circus“ beschrieben.
Der Name der Kreuzung ist auf das Stadttor Ludgate zurückzuführen, welches sich bis zu seinem Abriss 1760 in rd. 150 Metern Entfernung in der Straße Ludgate Hill befand.

## Bahnhöfe
Am 29. Mai 1990 wurde hier ein Bahnhof unter dem Namen St Paul’s Thameslink eröffnet. An dieser Stelle hätte die Station Ludgate Circus der Fleet Line (heute Jubilee Line) gebaut werden sollen, diese Pläne gab man jedoch Ende der 1970er Jahre auf. 1991 wurde der Name in City Thameslink geändert, um Verwechslungen mit der nahe gelegenen U-Bahn-Station St. Paul’s zu vermeiden.

## Besonderes
Der erste öffentliche Münzfernsprecher Londons befand sich 1906 in der Filiale „Ludgate Circus“ der britischen Sektion von Western Electric.